# Peter Möller (Handballspieler)
Peter Möller (* 25. Juni 1972 in Göteborg, Schweden) ist ein ehemaliger schwedischer Handballspieler.

## Karriere
Möller spielte anfangs in seiner Heimat für BK Heid und Alingsås HK. 1999 wechselte er zum deutschen Bundesligisten VfL Bad Schwartau, mit dem er 2001 den DHB-Pokal gewann. 2002 wechselte Möller mitsamt der Bundesligalizenz zum HSV Hamburg. Nach einer Spielzeit in Hamburg wechselte Möller zum schwedischen Verein IK Sävehof. Mit Sävehof errang er 2004 und 2005 die schwedische Meisterschaft.
Möller spielte zu Beginn seiner Karriere am Kreis und wurde später überwiegend nur noch in der Verteidigung eingesetzt. In seiner Karriere bestritt er kein Länderspiel für die schwedische Nationalmannschaft.
Im Jahr 2012 übernahm Möller bei seinem ehemaligen Verein IK Sävehof den Posten des Managers der Herrenmannschaft. Ab dem 1. Juli 2013 bis zum Jahre 2018 war er als Co-Trainer bei IK Sävehof tätig. Im September 2019 übernahm Möller erneut das Co-Traineramt von IK Sävehof. Nach der Saison 2019/20 beendete er diese Tätigkeit.

## Sonstiges
Seine beiden Söhne Simon und Felix spielen ebenfalls professionell Handball.